# Miquel Valdés
Miquel Valdés i Valdés (Tarragona, ? - Francia, septiembre de 1950) fue un político comunista español. Fue diputado en Cortes y miembro del gobierno de la Generalidad de Cataluña.
En 1932 participó en la fundación del Partido Comunista de Cataluña (PCC) como referente en Cataluña del Partido Comunista de España (PCE), en sustitución de la Federación Comunista Catalano-Balear (FCCB) formando parte de su comité central, en representación de Tarragona. En verano de 1935 se hizo cargo de la dirección del partido, y aceleró el proceso de acercamiento a las otras formaciones marxistas de Cataluña, si bien procuró excluir a las formaciones heterodoxas (que confluyeron por su parte en el Partido Obrero de Unificación Marxista, POUM). Al crearse el Front d'Esquerres (equivalente catalán del Frente Popular) para concurrir a las elecciones de febrero de 1936, Valdés fue designado candidato por el PCC para la circunscripción de Barcelona ciudad. Valdés obtuvo acta de diputado y se integró en la Minoría Comunista del Congreso. Al integrarse el PCC en el Partit Socialista Unificat de Catalunya (PSUC) fue miembro de su comité ejecutivo, como secretario de Organización.
Entró a formar parte del gobierno de la Generalidad de Cataluña al producirse la reorganización del 26 de septiembre de 1936, ocupando las consejerías de Trabajo y Obras Públicas. Salió en la reorganización del 3 de abril de 1937, haciéndose cargo de sus consejerías Joan Comorera. Ya en el exilio, Valdés se convirtió en la mano derecha de Comorera, el secretario general del PSUC. Al estallar el conflicto sobre la relación entre el PSUC y el PCE, en 1950 Valdés y Comorera abandonaron el partido, junto con unos setenta militantes más. La muerte de Valdés, en septiembre de dicho año, supuso un serio revés para los intentos de Comorera de liderar un partido independiente del PCE.